# 100019 Gregorianik
100019 Gregorianik è un asteroide della fascia principale. Scoperto nel 1989, presenta un'orbita caratterizzata da un semiasse maggiore pari a 2,5323535 UA e da un'eccentricità di 0,2363137, inclinata di 2,91858° rispetto all'eclittica.
L'asteroide è dedicato al canto gregoriano tramite il termine che lo indica in tedesco.